# Vicente Bokalic Iglic
Vicente Bokalič Iglic, C.M. (Lanús, 11 de junho de 1952) é um cardeal argentino da Igreja Católica, atual arcebispo de Santiago del Estero e Primaz da Argentina.

## Biografia
Nascido em Lanús, Província de Buenos Aires, descendente de eslovenos, Iglic ingressou na Congregação da Missão em 1970. Estudou filosofia no Colégio Jesuíta Máximo de San Miguel e teologia no Seminário de Buenos Aires. Fez seus votos perpétuos como lazarista em 5 de junho de 1976. Foi ordenado sacerdote em 1 de abril de 1978.
Ele foi responsável pelo ministério vocacional e juvenil da arquidiocese de Buenos Aires e também vigário paroquial de Nuestra Señora de la Medalla Milagrosa pelos próximos dois anos. Dentro de sua ordem, foi formador e ecônomo (1983-1986) e superior de seu seminário (1987-1990). Ele trabalhou novamente na Paróquia de Nuestra Señora de la Medalla Milagrosa (1991-1993), missionário na Prelazia Territorial de Deán Funes (1994-1997) e então superior do seminário de sua ordem em San Miguel (1997-2000).
Depois de trabalhar como missionário e pároco na diocese de Goya (2000- 2003), foi superior provincial dos Lazaristas de dezembro de 2003 a dezembro de 2009, e depois retornou à Paróquia de Nuestra Señora de la Medalla Milagrosa por vários meses.
Em 15 de março de 2010, o Papa Bento XVI o nomeou bispo auxiliar de Buenos Aires e bispo titular de Summa. Iglic recebeu sua consagração episcopal na Igreja de Nuestra Señora de la Medalla Milagrosa, em 29 de maio, de Jorge Mario Bergoglio, arcebispo de Buenos Aires, com o arcebispo de Corrientes, Andrés Stanovnik, e o bispo de Santa Rosa, Mario Aurelio Poli, servindo como co-consagradores.
Em 23 de dezembro de 2013, o Papa Francisco o nomeou bispo de Santiago del Estero. Ele foi empossado em 9 de março de 2014.
Em 22 de julho de 2024, o Papa Francisco elevou a diocese de Santiago del Estero à categoria de arquidiocese e nomeou Iglic seu primeiro arcebispo, dando-lhe também o título de "Primaz da Argentina".
Durante o Angelus de 6 de outubro de 2024, Papa Francisco anunciou que o criaria cardeal no Consistório de 7 de dezembro de 2024. Recebeu o barrete vermelho, o anel cardinalício e o título de cardeal-presbítero de Santa Maria Madalena no Campo Marzio.